# Всеволожский, Всеволод Александрович
Всеволод Александрович Всеволожский (14 (26) декабря 1822 — 3 (15) марта 1888) — отставной поручик, совладелец Пожевских железоделательных заводов. Брат Дмитрия, Владимира, Ивана и Павла Всеволожских.

## Биография
Принадлежал к младшей ветви дворянского рода Всеволожских, из дворян Московской и Пензенской губерний. Отец — камергер, действительный статский советник Александр Всеволодович Всеволожский. Мать — Софья Ивановна, одной из дочерей князя Ивана Дмитриевича Трубецкого. Всеволод был вторым ребёнком, всего в семье было десять детей.
В августе 1836 года Всеволод поступил в Институт Корпуса горных инженеров в Санкт-Петербурге. Учился хорошо, но в январе 1839 года по прошению отца был уволен из 1-го кондукторского класса. Затем поступил в Императорский Санкт-Петербургский университет, где учился на 1-м отделении Философского факультета по разряду общей словесности. На четвёртом курсе кафедра русской словесности удостоила его серебряной медали. Окончил университет в 1852 году в звании кандидата. Жил в Москве и на Урале.
Поручик. С 1864 года — совладелец Пожвинских заводов.
В общей росписи начальствующих и прочих должностных лиц Российской Империи не отмечен, однако его двоюродный брат Андрей Никитич Всеволожский обращается к нему в письмах 1886 года «Его высокородию», что соответствует гражданскому чину статского советника.

## Семья
Всеволод Александрович был женат на правнучке полководца А. В. Суворова Лидии Александровне Талызиной (02.06.1833–29.04.1891). После её смерти на мызе Рябово в дачном посёлке Всеволожский, строительство которого было начато в 1895 году, одна из улиц (современная улица Советская) была названа Талызинской. Супруги похоронены вместе, в Москве на кладбище Новодевичьего монастыря. Могила не сохранилась.
Их дети:
- Ольга Всеволодовна Всеволожская (Кикина) (1861–?) — была замужем за штабс-капитаном лейб-гвардии Преображенского полка Александром Константиновичем Кикиным (1876–1910).
- Александр Всеволодович Всеволожский (1862–1919) — помещик, владелец усадьбы Александрово.
- Владимир Всеволодович Всеволожский (1863–1936) — русский, советский художник.
- София Всеволодовна Всеволожская (Антонова) (1865–?)
- Лидия Всеволодовна Всеволожская (Сухова) (1870–?)[8]

## Иллюстрации

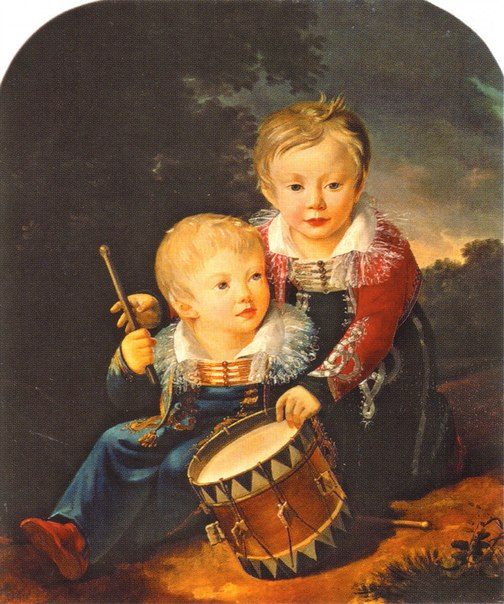
Сыновья А. В. Всеволожского: Дмитрий и Всеволод. Портрет работы Августа Дезарно. 1824 год
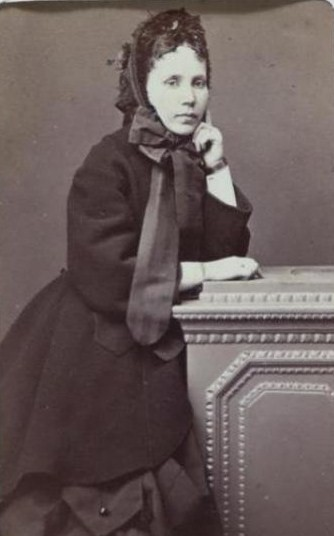
Л. А. Талызина. Фото 1860-х годов